# Kate Millett
Kate Millett (Saint Paul, 14 settembre 1934 – Parigi, 6 settembre 2017) è stata una scrittrice e attivista statunitense.

## Biografia
La sua opera più celebre è sicuramente La politica del sesso, datata 1970: una delle prime alte espressioni teoriche del femminismo radicale (1968-1980). Millett sostiene che «l'oppressione sessuale è dominio politico». La causa principale di oppressione delle donne viene individuata nella politica del sesso, o sessismo, o patriarcato: il dominio sessuale dell'uomo sulla donna. Il testo illustra accurate analisi condotte su materiale letterario e su autori del Novecento importanti e popolari (tra cui D. H. Lawrence, Henry Miller e Norman Mailer). Le analisi dimostrano ad abundantiam il sessismo di tali autori.
Kate Millett ha studiato all'università del Minnesota, facendo parte della prestigiosa associazione letteraria femminile Kappa Alpha Theta, e in seguito anche all'Oxford.
La Millett ebbe un memorabile alterco con Oliver Reed: mentre si trovavano ospiti del programma televisivo del Regno Unito After Dark, il popolare attore tentò di baciarla e, dopo la reazione seccata di lei, preferì abbandonare lo studio.
Nel 1961 si trasferì in Giappone, dove conobbe e sposò nel 1965 lo scultore nipponico Fumio Yoshimura, che la iniziò alla scultura.
Negli anni sessanta e settanta, quindi ancor prima del divorzio dall'artista (avvenuto nel 1973), la Millet divenne una delle più famose attiviste del femminismo internazionale,  come membro della National Organization for Women.
Nel 1971 acquistò degli edifici ed una vasta area della città di Poughkeepsie, New York, dove ebbe modo di fondare la Women's Art Colony Farm, un circolo esclusivamente femminile, composto da scrittrici ed artiste.
Grande successo internazionale ebbe nel 1974 il libro In volo, in cui descrisse il matrimonio con Yoshimura e i suoi rapporti affettivi e sessuali con altre donne, e il suo processo di coming out.
Nel 1979 si recò in Iran al fine di tentare di convincere l'ayatollah Ruhollah Khomeini a concedere pieni diritti alle donne: fu espulsa dal paese e questa esperienza le ispirò l'opera Going to Iran.
Con l'autobiografico Sita, datato 1977, la Millett descrisse apertamente la sua relazione lesbica con la coordinatrice di un'università.
Con Il trip della follia (1990) annunciò di essere affetta da psicosi maniaco-depressiva. Partendo da questo reale evento della sua vita, nel libro la protagonista comincia a raccontare il suo rapporto con l'ospedale psichiatrico e la sua decisione di non seguire la terapia a base di litio.
Infine A.D.: a memoir (1995) descrive la risposta negativa di "aunt Dorothy", zia della Millett, al lesbismo della nipote e il progressivo allontanamento affettivo e umano fra le due donne.

## Opere
- Sexual Politics (1969, 1970). Trad. it. La politica del sesso, Rizzoli, Milano 1971.
- The Prostitution Papers (1973). Trad. it.: Prostituzione: quartetto per voci femminili, Einaudi, Torino 1975.
- Flying (1974). Trad. it.: In volo. Amori e lotte: un'autobiografia, Bompiani, Milano 1977, e Kaos, Milano 1995 ISBN 88-7953-040-2.
- Sita (1977). Trad. it.: Sita, La Rosa, Torino 1981, e Kaos, Milano 1993 ISBN 88-7953-015-1.
- The Basement (1979).
- Going to Iran (1979).
- The Loony-Bin Trip (1990). Trad. it.: Il trip della follia, Kaos, Milano 1994, ISBN 88-7953-029-1.
- The Politics Of Cruelty (1994).
- A.D.: A Memoir (1995).
- Mother Millett (2002).